# Pierre Bergé (physicien)
Pour les articles homonymes, voir Bergé et Pierre Bergé (homonymie).
Pierre Bergé, né le 16 septembre 1934 à Toulouse et mort à Clamart le 9 avril 1997,,, est un physicien français, spécialiste d'hydrodynamique et de la théorie du chaos.

## Biographie
Ingénieur de l'École centrale de Nantes, Pierre Bergé entre en 1957 au CEA dont il devient directeur du département matière condensée de 1979 à 1994. En 1976, Pierre Bergé étudie la convection des cellules de Bénard et remarque les oscillations intermittentes de la vitesse qui le conduit à comprendre le phénomène de turbulence et de comportement chaotique avec Yves Pomeau. De 1977 à 1979, Pierre Bergé enseigne la mécanique des fluides à l'École supérieure de physique et de chimie industrielles de la ville de Paris.

## Distinctions
Pierre Bergé est lauréat du prix Louis-Ancel de la Société française de physique en 1974 et du prix Gentner-Kastler en 1990. Il est lauréat du prix Henri-Poincaré de l'Académie des sciences pour son ouvrage L'Ordre dans le chaos. En 1995, il a reçu le prix Science et innovation du CEA